# Amontonsov zakon
Amontonsov zákon [amontónov ~] (tudi Grahamov zákon [grêemov ~]) povezuje tlak in temperaturo idealnega plina pri izohorni spremembi, torej pri spremembi, ki poteka pri stalni prostornini:
{\displaystyle {\frac {p}{T}}={\textrm {konst.}}\!\,.}
Skupaj z Boylovim in Gay-Lussacovim zakonom predstavlja tri plinske zakone za idealni plin, katerih združitev je splošna plinska enačba.
Zakon je leta 1702 prvi odkril francoski pravnik Guillaume Amontons. Vsebino njegovega malo znanega dela je v razpravi o izhajanju plinov leta 1846 neodvisno odkril škotski kemik Thomas Graham.